# Achim Gruber

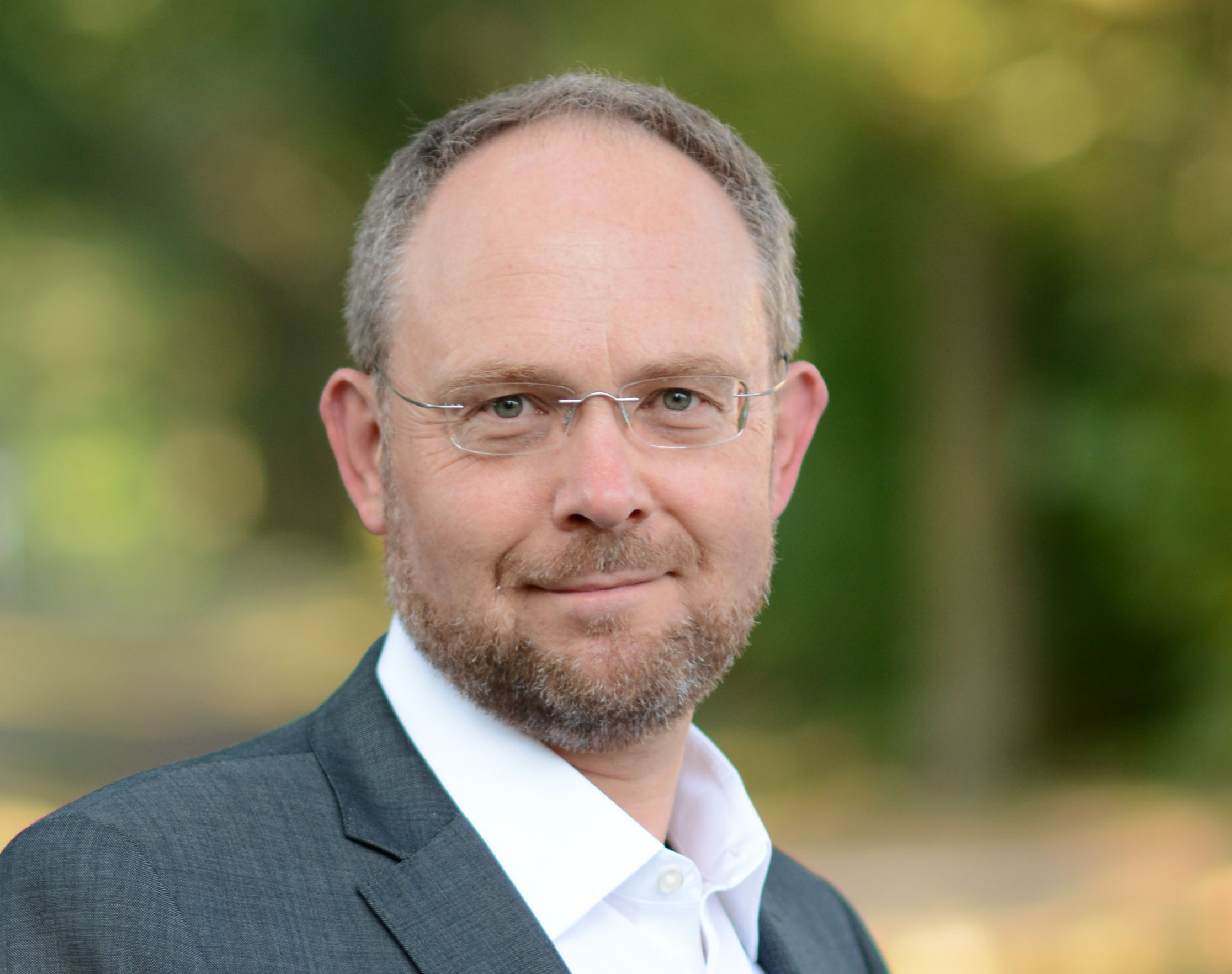
Achim Gruber (2018)

Achim Dieter Gruber (* 14. Mai 1966 in Marl) ist ein deutscher Tierarzt, Tierpathologe und Sachbuchautor. Er leitet das Institut für Tierpathologie an der Freien Universität Berlin.

## Leben
Nach seinem Studium an der Tierärztlichen Hochschule Hannover (TiHo) von 1986 bis 1991 promovierte Achim Gruber am dortigen Institut für Pathologie 1994 über die Entstehung von virusinduzierten Gehirnmissbildungen bei Rindern. Nach zweijähriger Assistentenzeit wechselte er an das Department of Molecular Medicine des Cornell University College of Veterinary Medicine, Ithaca, USA, wo ihm 1999 der Grad des Doctor of Philosophy (Ph.D.) in Molecular Biology of Cancer verliehen wurde. Nach seiner Habilitation, Fachtierarztanerkennung in Pathologie und Ernennung zum Diplomate des European College of Veterinary Pathologists in 2001 arbeitete er als Oberassistent an der TiHo, bevor er dort 2003 zum C3-Professor für Molekulare Tierpathologie berufen wurde. Seit 2004 leitet er das Institut für Tierpathologie am Fachbereich Veterinärmedizin der Freien Universität Berlin, wo er von 2013 bis 2019 auch Forschungsdekan war.

## Arbeitsgebiete
Neben der Ausbildung des tierärztlichen Nachwuchses sowie diagnostischen und forschenden Aktivitäten in der Medizin von Haus-, Nutz-, Zoo- und Wildtieren arbeitet Gruber seit seiner Promotion in der molekularen und vergleichenden Pathologie. Er arbeitete über die CLCA-Genfamilie, deren erster Vertreter 1995 kloniert wurde. Daneben forscht er seit 2003 über Immunmechanismen von Schleimhäuten und der Lunge im Rahmen von durch die Deutsche Forschungsgemeinschaft geförderten Sonderforschungsbereichen sowie über Nanocarrier bei der Therapie von entzündlichen Hautkrankheiten. Darüber hinaus resultierten aus seinen diagnostischen Aktivitäten und Kooperationen mehrere Einzelforschungsprojekte, wie bei der Entdeckung und Charakterisierung eines neuen Parasiten aus der Gruppe der Kokzidien namens Sarcocystis Calchasi, welcher Tauben befällt.
Gruber machte die Öffentlichkeit 2019 in seinem Sachbuch „Das Kuscheltierdrama“ auf Missstände und eklatante Fehlentwicklungen bei Heimtieren aufmerksam. Im Fokus stehen Defektzuchten, skurrile Folgen von Vermenschlichung von Haustieren sowie zwischen Tier und Mensch übertragbare Krankheiten (Zoonosen). Hintergrund ist die zunehmende Bedeutung von Haustieren bis zur Rolle als Sozialpartnerersatz in einer vereinsamenden Gesellschaft, mit nachteiligen Folgen für ihre Gesundheit und Artgerechtigkeit. „Das Kuscheltierdrama“ war über sieben Wochen auf der Spiegel-Bestsellerliste.
Im 2023 erschienenen Sachbuch „Geschundene Gefährten“ klärt Gruber über die Hintergründe zahlreicher gesundheitlicher Folgeprobleme durch reinrassige Zucht bei Hunden und Katzen auf, appelliert an ethische Verantwortung und benennt mögliche Auswege.
Gruber ist seit 2013 Board-Mitglied der European Society of Veterinary Pathology und seit 2018 ordentliches Mitglied in der Berlin-Brandenburgischen Akademie der Wissenschaften.

## Auszeichnungen und Preise
- Carl-Norden-Gedächtnispreis der Tierärztlichen Hochschule Hannover (1994)[1]
- Gustav-Rosenberger-Gedächtnispreis (1996)[1]
- Förderpreis der Akademie für Tiergesundheit für herausragende Arbeiten auf dem Gebiet der molekularen Pathologie (2000)[15]

## Werke

### Herausgeberschaft
- Allgemeine Pathologie für die Tiermedizin, Enke Verlag, 2015, ISBN 978-3-8304-1285-4. (Herausgeber mit Wolfgang Baumgärtner).
- Spezielle Pathologie für die Tiermedizin, Enke Verlag, 2015, ISBN 978-3-8304-1172-7. (Herausgeber mit Wolfgang Baumgärtner).

### Sachbücher
- Achim Gruber: Das Kuscheltierdrama. Ein Tierpathologe über das stille Leiden der Haustiere. Droemer Verlag, 2019, ISBN 978-3-426-27781-2.
- Achim Gruber: Geschundene Gefährten. Über Irrwege in der Rassezucht und unsere Verantwortung für Hund und Katze. Droemer Verlag, 2023, ISBN 978-3-426-27908-3.

### Forschungsbeiträge (Auswahl)
- Genomic cloning, molecular characterization, and functional analysis of human CLCA1, the first human member of the family of Ca2+-activated Cl− channel proteins. AD Gruber, RC Elble, HL Ji, KD Schreur, CM Fuller, BU Pauli. Genomics 54 (2), 200-214, 1998
- Discovery and cloning of the CLCA gene family. AD Gruber, RC Elble, BU Pauli. Current Topics in Membranes, 367-388, 2002
- The CLCA Gene Family A Novel Family of Putative Chloride Channels. AD Gruber, CM Fuller, RC Elble, DJ Benos, BU Pauli. Current Genomics 1 (2), 201-222, 2000
- Metastatic canine mammary carcinomas can be identified by a gene expression profile that partly overlaps with human breast cancer profiles. R Klopfleisch, D Lenze, M Hummel, AD Gruber. BMC Cancer 10 (1), 618, 2010
- Proteome of metastatic canine mammary carcinomas: similarities to and differences from human breast cancer. R Klopfleisch, P Klose, C Weise, A Bondzio, G Multhaup, R Einspanier, AD Gruber. Journal of Proteome Research 9 (12), 6380-6391, 2010
- Both cleavage products of the mCLCA3 protein are secreted soluble proteins. L Mundhenk, M Alfalah, RC Elble, BU Pauli, HY Naim, AD Gruber. Journal of Biological Chemistry 281 (40), 30072-30080, 2006
- Overview on the localization of nanoparticles in tissue and cellular context by different imaging techniques. A Ostrowski, D Nordmeyer, A Boreham, C Holzhausen, L Mundhenk, Graf, MC Meinke, A Vogt, S Hadam, J Lademann, E Rühl, U Alexiev, AD Gruber. Beilstein journal of nanotechnology 6 (1), 263-280, 2015
- Sarcocystis calchasi is distinct to Sarcocystis columbae sp. nov. from the wood pigeon (Columba palumbus) and Sarcocystis sp. from the sparrowhawk (Accipiter nisus). P Olias, L Olias, M Lierz, H Mehlhorn, AD Gruber. Veterinary Parasitology 171 (1-2), 7-14, 2010
- The metastatic cascade is reflected in the transcriptome of metastatic canine mammary carcinomas.[16]
- mCLCA3 modulates IL-17 and CXCL-1 induction and leukocyte recruitment in murine Staphylococcus aureus pneumonia.[17]
- Mechanisms of tumour resistance against chemotherapeutic agents in veterinary oncology.[18]
- Digital image analyses on whole-lung slides in mouse models of acute pneumonia.[19]
- Interspecies diversity of chloride channel regulators, calcium-activated 3 genes.[20]
- The Family of Chloride Channel Regulator, Calcium-activated Proteins in the Feline Respiratory Tract: A Comparative Perspective on Airway Diseases in Man and Animal Models.[21]